# Mine d'Inkai
La mine  d'Inkai est une mine d'uranium située à proximité du village de Taikonur dans le district de Sozak au Turkestan. Son gisement a été découvert en 1976.
Elle est située à proximité de la mine de South Inkai dont l'exploitation a démarré en 2009.
L'extraction de l'uranium commence en 2010. En 2013, Inkai est la troisième plus grosse mine d'uranium du Kazakhstan avec 2047 tonnes extraites.